# Aminah Al Fakir
Ingrid Aminah Al Fakir Bergman, född Al Fakir den 17 februari 1974, är en svensk skådespelare , sångerska och musiker. Hon är syster till Nassim och Salem Al Fakir.
Al Fakir utbildade sig vid Skara Skolscen och till rytmik- och ensembleledare på Kungliga Musikhögskolan i Stockholm. Hon debuterade i rollen som Mahin i Reza Baghers Vingar av glas 2000, för vilken hon nominerades till en Guldbagge i kategorin Bästa kvinnliga biroll. Hon har även medverkat i TV-serierna Ett gott parti (2007) och Hotell Kantarell (2009). 2008 medverkade hon i TV-programmet Psalmtoppen.
Vid sidan av film och TV har Al Fakir medverkat i teateruppsättningarna Elektras systrar på Uppsala Stadsteater och Fryshuset 2002–2003 och Baghdad Burning på Riksteatern 2008. Hon har även arbetat som sångerska och cellist, bland annat i Carl-Axel Dominiques 31 sånger ur Aniara (1998) och Natt klockan tolv på dagen på Stockholms stadsteater 2001. 
Hon hade tidigare folkmusikgruppen Al Fakir tillsammans med sina bröder Nassim och Salem Al Fakir.
2017 sjöng Aminah Al Fakir 'Jag har vandrat över bergen' under invigningen av den internationella komedifilmfestivalen i Stockholm, tillsammans med Lisa Nilsson och en kör från Songlines.
2018 släppte hon debutalbumet Train to all our dreams med tio låtar. Hennes releasefest hölls på Scalateatern samma år, arrangerad av Alexander Erwik. Bland gästerna i publiken fanns bland andra Zinat Pirzadeh, Cecilia Frode och Marit Bergman. 
Ett av spåren på plattan är 'Jag har vandrat över bergen' som hon framförde på Fadimegalan i början av 2018 tillsammans med Lena Endre och Alexandra Rapaport. Under 2018 var hon med i Gokväll på Svt. Samma år intervjuades hon och maken Gregor Bergman av Hemmets veckotidning. 
Den 18 november 2018 uppträdde hon på Jontefondsgalan tillsammans med bland andra Jasmine Kara, Jessica Andersson och Christine Meltzer. När Drottning Silvia firades officiellt på Oscarsteatern den 18 december var Aminah Al Fakir en av artisterna på scenen, tillsammans med bland andra Carola. 

## Filmografi
- 2000 – Vingar av glas
- 2007 – Ett gott parti (TV-serie)
- 2009 – Hotell Kantarell (TV-serie)
- 2016 - Vårdgården (TV-serie)

## Teater

### Roller
| År   | Roll     | Produktion                                                                          | Regi            | Teater                 |
| ---- | -------- | ----------------------------------------------------------------------------------- | --------------- | ---------------------- |
| 2001 | Musiker  | Natt klockan 12 på dagen Sidney Kingsley                                            | Georg Malvius   | Stockholms stadsteater |
| 2015 | Ensemble | Kristina från Duvemåla Benny Andersson, Björn Ulvaeus, Lars Rudolfsson och Jan Mark | Lars Rudolfsson | Cirkus, Stockholm      |